# Vasil Mitkov
Vasil Stoyanov Mitkov (Sófia, 17 de setembro de 1943 - 17 de março de 2002) foi um futebolista búlgaro, ele atuava como meia.

## Carreira
Vasil Mitkov fez parte do elenco da Seleção Búlgara de Futebol da Copa do Mundo de 1970. 